# Газимехмет
Газимехмет (на турски: Gazimehmet) е село в Източна Тракия, Турция, вилает Одрин. Околия Узункьопрю.

## География
Селото се намира на 25 км югоизточно от Узункьопрю.

## История
В XIX век Газимехмет е гръцко село в Узункьоприйска кааза в Одринския вилает на Османската империя. Според „Етнография на вилаетите Адрианопол, Монастир и Салоника“, издадена в Константинопол в 1878 година и отразяваща статистиката на населението от 1873 година, Гази Мехмед (Ghazi Mehmed) има 20 домакинства и 90 жители гърци.